# Charles Le Cocq
Charles Lecocq of Le Cocq (Doornik, 3 september 1775 - Bordeaux, 1 januari 1846) was lid van het Belgisch Nationaal Congres.

## Levensloop
Beroepshalve was Lecocq griffier van de rechtbank van koophandel in Doornik. Hij bekommerde zich ook om het onderwijs voor arme kinderen en was inspecteur van de scholen in het arrondissement Doornik.
Lecocq was gemeenteraadslid van Doornik en lid van de Provinciale Staten van Henegouwen.
Van 1820 tot 1823 was hij lid van de Tweede Kamer. Hij liet zich niet herkiezen, vanwege gezondheidsproblemen. Lecocq was iemand van wie gezegd werd dat hij invloed had bij de regering. Daarom werd hij mee tot bestuurder aangesteld van de vennootschap die werd gevormd om de bouw van een kanaal van Spiere naar Doornik te realiseren.
In 1830 werd hij tot plaatsvervangend lid van het Nationaal Congres verkozen voor het arrondissement Doornik. De verkiezing van Hyppolite Paillot als effectief lid werd geannuleerd, nadat was vastgesteld dat hij als Fransman was geboren, pas na 1815 in België was komen wonen en pas in 1820 genaturaliseerd was. Dit bleek onvoldoende te zijn. Lecocq nam dan ook vanaf 18 november zitting. Hij was een tamelijk actief lid.
Hij stemde voor de eeuwigdurende uitsluiting van de Nassaus, voor de hertog van Leuchtenberg als koning, voor Surlet de Chokier als regent en voor Leopold van Saksen Coburg als koning. Na een uitgebreide redevoering, waarin hij zijn argumenten opsomde, stemde hij tegen de aanvaarding van het Verdrag der XVIII artikelen.
In 1842-1843 was hij consul-generaal in Madrid.

## Publicaties
- Sur les divers modes d'instruction primaire, Doornik.
- Statistique de l'arrondissement de Tournai.
- Petite géographie des enfants, à l'usage des écoles Belgiques, Tournai, 1824.